# Juncigena adarca
Juncigena adarca är en svampart som beskrevs av Kohlm., Volkm.-Kohlm. & O.E. Erikss. 1997. Juncigena adarca ingår i släktet Juncigena, klassen Sordariomycetes, divisionen sporsäcksvampar och riket svampar.   Inga underarter finns listade i Catalogue of Life.